# Municipio de Wharton (condado de Potter)
El municipio de Wharton (en inglés: Wharton Township) es un municipio ubicado en el condado de Potter en el estado estadounidense de Pensilvania. En el año 2000 tenía una población de 91 habitantes y una densidad poblacional de 0.6 personas por km².

## Geografía
El municipio de Wharton se encuentra ubicado en las coordenadas 41°32′00″N 77°58′59″O / 41.53333, -77.98306.

## Demografía
Según la Oficina del Censo en 2000 los ingresos medios por hogar en la localidad eran de $38,125 y los ingresos medios por familia eran $41,250. Los hombres tenían unos ingresos medios de $30,833 frente a los $16,250 para las mujeres. La renta per cápita para la localidad era de $17,268. Alrededor del 9,2% de la población estaban por debajo del umbral de pobreza.